# Stefan Mycielski
Stefan Kazimierz Eugeniusz Mycielski herbu Dołęga (ur. 15 listopada 1863 w Chocieszewicach, zm. 10 grudnia 1913 w Wolsztynie) – hrabia, ziemianin, podporucznik.

## Życiorys
Najmłodszy syn Teodora Kazimierza Macieja Mycielskiego z drugiego małżeństwa z Ludwiką Bisping. Uczył się w szkole średniej we Wrocławiu. Tam służył w wojsku w 1 Pułku Kirasjerów pruskich.
W latach 80. XIX wieku zakupił od rodziny Gajewskich Wolsztyn z folwarkami Komorowo, Tłoki, Barłożnia Wolsztyńska i Berzyna. Do majątku należało jezioro (100 ha) i Pałac Wolsztyński. Z inicjatywy Mycielskiego w 1911 Roger Sławski opracował projekt przebudowy pałacu na styl neoklasyczny. W 1909 roku posiadał wsie rycerskie Wolsztyn i Tłoki w powiecie babimojskim rejencji poznańskiej w Wielkim Księstwie Poznańskim.
Był ojcem czterech córek i syna Alfreda Władysława. Córka Irena Antonina żona Tytusa Jana Tarnowskiego przejęła majątek po ojcu.